# Districtul Tipaza
Tipaza este un district din provincia Tipaza, Algeria.